# ستاره شپاکی
ستاره شپاکی (به لهستانی:  Stare Szpaki) یک روستا در لهستان است که در گمینا ستارا کورنگتسا واقع شده‌است. ستاره شپاکی ۲۰۰ نفر جمعیت دارد.